# 侯雲徳
侯 雲徳（こう うんとく、1929年7月13日 - ）は、中華人民共和国のウイルス学者。江蘇省武進県出身。中国工程院院士。

## 経歴
1929年7月13日、江蘇省武進県で生まれる。江蘇省立常州中学を経て、1955年、同済大学医学院医学科を卒業。1956年に北京ロシア語学院留ソ予備部に入学した。1958年、政府派遣留学生としてソビエト連邦のソビエト連邦医学科学院病毒学研究所に留学。
帰国後、1962年4月から中国医学科学院病毒学研究所肝炎病毒研究室に配属ち、1973年5月から風邪気管炎研究室主任に嘱任され、1984年から副所長、所長等を歴任。1994年6月、中国工程院医学衛生工程学部主任に就任。1998年6月、中国工程院副院長に昇格。2020年4月、温州医科大学病毒研究院名誉院長の称号を与えられる。

## 栄典
- 1994年、中国工程院院士

## 受賞
- 1993年、国家科学技術進歩賞一等賞
- 1994年、何梁何利基金科学と技術進歩賞
- 1996年、国家科学技術進歩賞二等賞（二回）
- 1997年、国家科学技術進歩賞二等賞（二回）
- 2001年、国家自然科学賞二等賞
- 2014年、国家科学技術進歩賞二等賞
- 2015年、樹蘭医学賞
- 2018年、国家最高科学技術賞[1][2]